# Salérans
Salérans ist eine französische Gemeinde im Südosten des Départements Hautes-Alpes in der Region Provence-Alpes-Côte d’Azur. Sie gehört zum Kanton Laragne-Montéglin im Arrondissement Gap.
Umgeben wird Salérans von den Gemeinden Barret-sur-Méouge im Nordosten, Éourres im Süden, Lachau im Südwesten und Ballons im Westen.

## Bevölkerungsentwicklung
| Jahr      | 1962 | 1968 | 1975 | 1982 | 1990 | 1999 | 2008 | 2012 |
| --------- | ---- | ---- | ---- | ---- | ---- | ---- | ---- | ---- |
| Einwohner | 47   | 52   | 61   | 37   | 54   | 83   | 78   | 97   |